# Жерар Грізе

Жерар Ґрізе

Жера́р Грізе́ (фр. Gérard Grisey;16 червня 1946, Бельфор — 11 листопада 1998, Париж) — французький композитор.

## Біографія
Грізе почав заняття музикою з навчання грі на акордеоні в Бельфорі під керівництвом Ідо Валлі, згодом отримавши звання лауреата на міжнародному конкурсі в Торонто. Потім він навчався в Троссінгенській консерваторії в Німеччині (1963—1965) і в  Паризької консерваторії (1965—1972), в тому числі в класі композиції Олів'є Мессіана (1968—1972). Паралельно з цим він навчався у Анрі Дютійо в Нормальній школі музики (1968) і Академії Кіджі (1969), брав участь у семінарах Карлхайнца Штокхаузена, Дьордя Лігеті і Яніса Ксенакіса на Дармштадтських курсах нової музики (1972). У 1972 р. отримав грант на дворічне стажування в Римі, аналогічний незадовго до цього скасованої Римської премії. Крім цього він займався електроакустичною музикою у Jean-Étienne Marie (1969) і вивчав акустику в інституті Faculté des sciences de Jussieu (1974).
Один з найяскравіших представників французької спектральної школи і визнаний її лідер і ідеолог, хоча і не був засновником т. зв. "Групи маршруту " (Group de l'Itineraire), на базі якої виник спектралізм. В основі ідеології спектралізм лежить увагу до окремого звуку як самоцінності і основи формоутворення. Форма і звуковисотний ряд творів будуються в тому числі і з опорою на досконально вивчений на передкомпозіційному етапі спектр звуку.
Грізе отримував замовлення на твори від різних міжнародних інститутів, його музику включали до програм різних фестивалів, радіотрансляцій і в концертні програми відомих в Європі та США ансамблів інструменталістів.
Помер 11 листопада 1998 від розриву аорти.

## Основні твори
- Espaces Acoustiques (Акустичні простори), цикл з шести п'єс.
  - Пролог для альта(1976)
  - Périodes (Періоди) для семи музикантів (1974)
  - Partiels * (Частинки) для 16 або 18 музикантів (1975)
  - Modulations для 33 музикантів (1978)
  - Transitoires для оркестру (1981)
  - Épilogue (Епілог) для чотирьох валторн і оркестру (1985)
- Talea (1986)
- L'Icône paradoxale (1994)
- Vortex Temporum (1996)
- Quatre Chants pour franchir le Seuil (1998), остання робота.